# 大正琴で弾く
大正琴で弾く!（たいしょうごとでひく）はNHKの番組『趣味悠々』の1つ。
2006年2月1日から3月29日までの9回に渡り、大正琴の演奏について放映。講師は琴修会教務主任の浅井満里子、司会進行は弁士の山崎バニラ。

## 放送内容
- 第1回　きらきら星で楽器を知る　放送　2月1日（水）再放送	2月8日（水）
- 第2回　大きな古時計に挑戦　放送　2月8日（水）再放送　2月15日（水）
- 第3回　きれいな音で花に挑戦　放送　2月15日（水）再放送　2月22日（水）
- 第4回　黒いキーも使ってきよしのズンドコ節　放送　2月22日（水）再放送　3月1日（水）
- 第5回　栄光の架橋で奏法グレードアップ　放送　3月1日（水）再放送　3月8日（水）
- 第6回　キズナでさらに奏法グレードアップ	放送　3月8日（水）再放送　3月15日（水）
- 第7回　ジュピターでアンサンブルに挑戦　Ⅰ　放送　3月15日（水）再放送　3月22日（水）
- 第8回　ジュピターでアンサンブルに挑戦　Ⅱ　放送　3月22日（水）再放送　3月29日（水）
- 第9回　レッツコンサート　放送　3月29日（水）再放送　4月5日（水）

## 関連書籍（テキスト）
- 『NHK趣味悠々 大正琴で弾く!』（NHK出版、2006年）